# Debbie McCawley
Debbie McCawley (eigentlich Deborah McCawley; * 16. Oktober 1958) ist eine ehemalige australische Hochspringerin.
Bei den British Commonwealth Games 1974 in Christchurch wurde sie Sechste.
Ihre persönliche Bestleistung von 1,76 m stellte sie am 13. Dezember 1973 in Sydney auf.